# Coca-Cola Coliseum
 (octobre 2024).
Si vous disposez d'ouvrages ou d'articles de référence ou si vous connaissez des sites web de qualité traitant du thème abordé ici, merci de compléter l'article en donnant les références utiles à sa vérifiabilité et en les liant à la section « Notes et références ».
Le Coca-Cola Coliseum est une salle omnisports situé au Parc des expositions de Toronto à Toronto au Canada. Il est le plus ancien et deuxième plus gros aréna de la ville-reine et sert de lieu pour les matchs du club-école des Maple Leafs de Toronto, les Marlies de Toronto. Auparavant, il était nommé le CNE Coliseum et le Ricoh Coliseum.

## Historique
Bien avant de s'appeler le CNE Coliseum, l'aréna s’appelait le Civic Arena. L'aréna se voit ouvrir ses portes au grand public le 16 décembre 1921.
Le 4 avril 1922, le CNE Coliseum accueille le match de boxe entre Johnny Dundee et Jimmy Goodrich, combat dont la promotion est faite par Jack Corcoran. Ce combat crée un nouveau record de présence à l'intérieur d'un bâtiment sportif pour la ville de Toronto avec 11 900 spectateurs entassés dans le Colisée. Ce record tiendra jusqu'à la création du mythique Maple Leaf Gardens en 1931.